# Lamprophyllum
Lamprophyllum is een geslacht van rechtvleugeligen uit de familie sabelsprinkhanen (Tettigoniidae). De wetenschappelijke naam van dit geslacht is voor het eerst geldig gepubliceerd in 1924 door Hebard.

## Soorten
Het geslacht Lamprophyllum omvat de volgende soorten:
- Lamprophyllum bugabae Hebard, 1927
- Lamprophyllum micans Hebard, 1924